# Becka Leathers
Becka Anne Leathers (ur. 19 listopada 1996) – amerykańska zapaśniczka walcząca w stylu wolnym. Brązowa medalistka mistrzostw świata w 2017. Triumfatorka mistrzostw panamerykańskich w 2017 i 2018. Zajęła czwarte miejsce w Pucharze Świata w 2018. Trzecia na MŚ juniorów w 2015 roku.
Zawodniczka Oklahoma City University.